# Погляди Тараса Шевченка

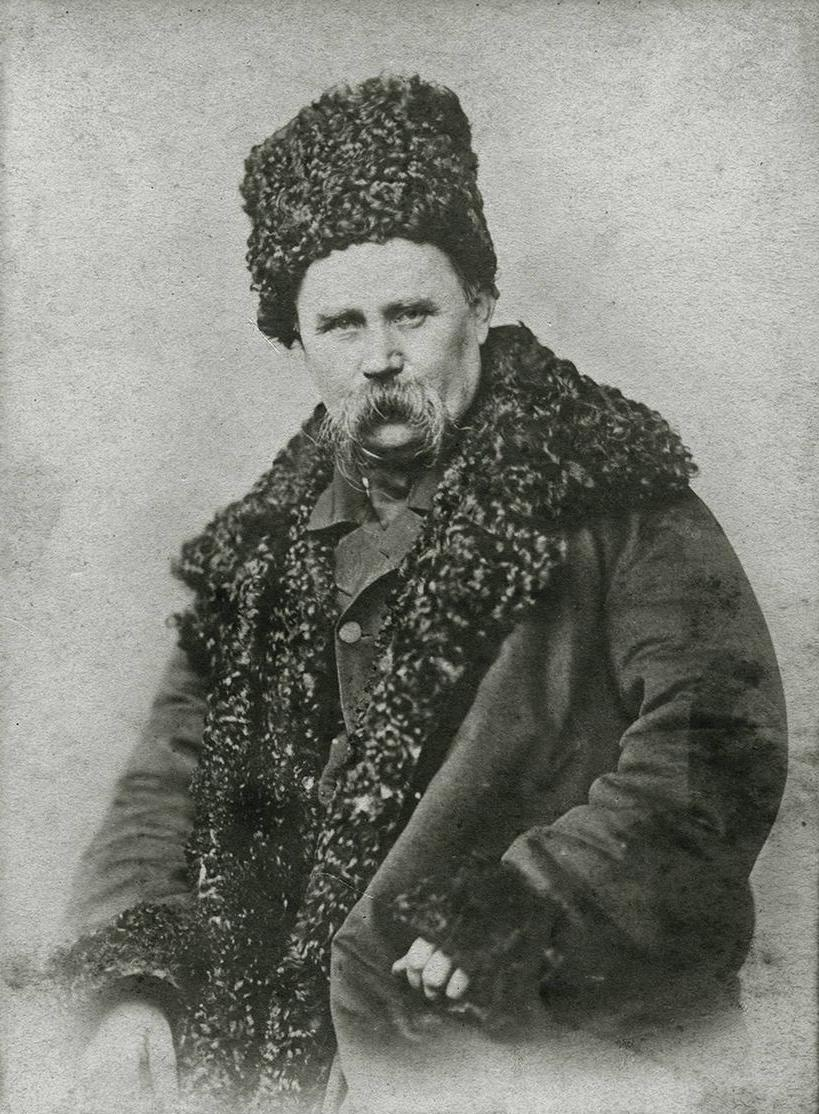
Тарас Шевченко, світлина 1859 року

Тарас Шевченко має репутацію видатного українського мислителя. Джерелом висвітлення й розуміння поглядів Шевченка (релігійних, політичних, культурних, етичних, філософських, естетичних, педагогічних й інших) — є поезії, повісті, листи та щоденник. Надзвичайно обдарований з дитинства, Шевченко протягом усього життя виявляв нестримну жагу до знань, що вплинуло на його всебічну освідченність. Окрім цього, 
Академія мистецтва, яку він закінчив, не лише озброювала професійними знаннями художника, вона давала й ґрунтовну класичну освіту.

## Релігійні погляди

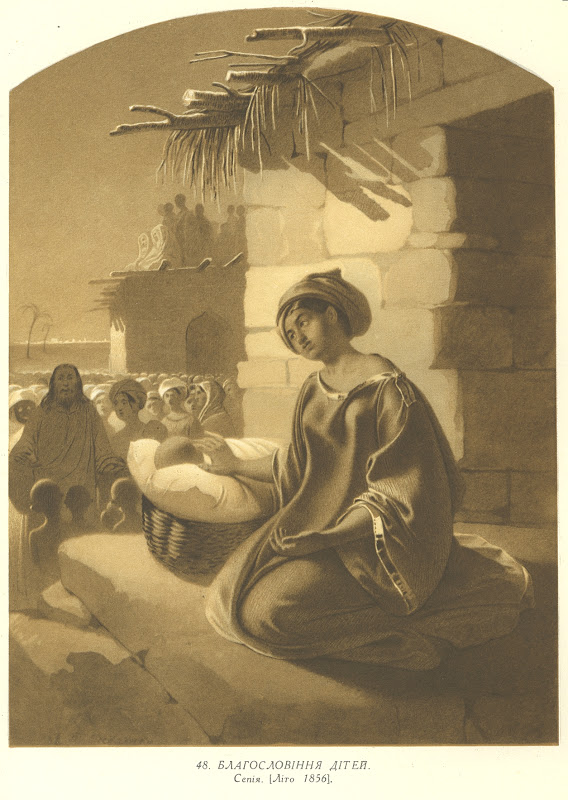
«Благословіння дітей» (Шевченко, 1856)

Погляди Тараса Шевченка щодо релігії є одним із найконтроверсійніших питань у шевченкознавстві.
Уся творчість Шевченка, його листи й записи в «Щоденнику» всіяні зверненнями до Бога, пронизані християнським світосприйняттям та зацікавленням до тем церкви й віри. Водночас Шевченкова творчість не дає однозначної відповіді, як він ставився до Бога, до церкви й до релігії загалом. Тож оцінки релігійності митця варіюють від образу упокореного християнина до суперечності його зовнішньої набожності «епікурейському» способу життя й аж до оцінок постаті Шевченка як «богохульника» Російською православною церквою та як «атеїста» комуністичною ідеологією Радянського Союзу.
Однак позиція українського духовенства кардинально суперечить позиції РПЦ та радянської ідеології. Так, перекладач Біблії українською мовою митрополит Іларіон (Огієнко) присвятив Шевченку працю «Релігійність Тараса Шевченка», в якій дійшов висновку, що «більшість Шевченкової науки можна повторювати в церкві на проповідях, так ніби цитати з якогось церковного твору» і що українському духовенству варто його частіше цитувати. Перший митрополит УАПЦ Василь (Липківський) часто цитував поета і присвятив йому дві проповіді.
Нині більшість дослідників уважають Шевченка щирим християнином, котрий, однак, часто виступав з антиклерикальними поглядами (особливо щодо російського православ'я) та «претензіями» до Бога за свій народ, які хибно трактувалися як атеїзм. Схожі претензії були й у текстах біблійних пророків.
Окрім цього, Шевченко став одним із перших перекладачів сучасною українською мовою біблійних текстів. У грудні 1845 року він написав свої переспіви десяти псалмів. Збірка Шевченка «Давидові псалми» була видана ще за його життя в складі «Кобзаря» 1860 року (та окремою книжкою того ж року).

## Політико-правові погляди

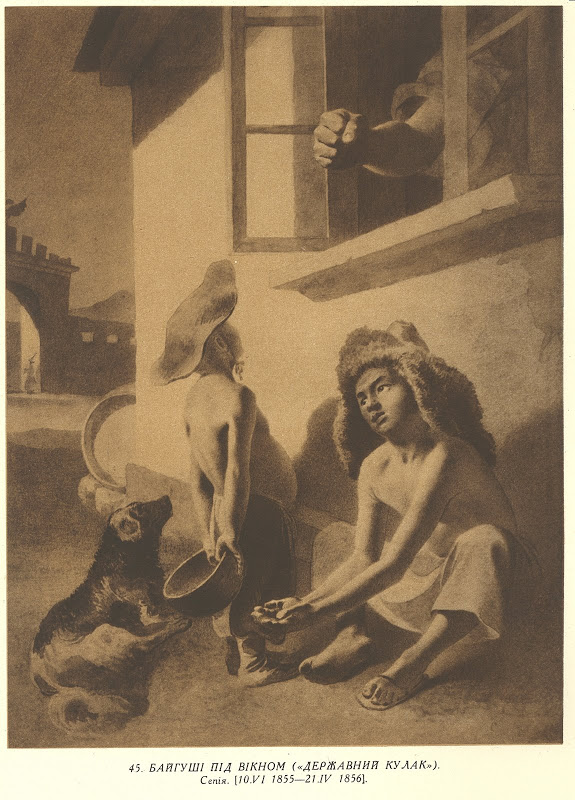
«Байгуші під вікном» або «Державний кулак» (Шевченко, 1855—56)

Характерною ознакою політико-правових поглядів Шевченка є глибоке несприйняття, засудження російського самодержавства та імперіалізму. Для Шевченка не існувало «добрих» царів. У поемі «Сон» Шевченко із сарказмом розвінчує образ імператора Миколи І як помазаника божого на землі, у творі «Юродивий» називає його «фельдфебелем на троні, верховодою зграї насильників і кровожерних поміщиків-нелюдів». В історії Шевченко бачив сатрапів, тиранів-царів, цезарів, імператорів, які правили, спираючись на церкву, що освячувала свавілля й насильство над людиною. У творі «Царі» поет розкриває й рішуче засуджує злочинну сваволю самовладців-деспотів.
Феодально-самодержавна Росія змальовується у творах Шевченка поділеною на два соціальні полюси: визискуване селянство й визискувачі-поміщики з імператорами на чолі. Івана Грозного він називав «мучителем», різко викривав гнобительську політику Петра І та засуджував антинародний характер правління Катерини II. Він із презирством писав про тих українських діячів, які багато говорять про «неньку Україну», про її «долю-волю», а насправді заодно з російськими поміщиками та імперіалізмом «деруть шкуру» з селян, «праведную кров із ребер, як водицю, точать». Окрім цього, Шевченко був цілковито переконаним у привласнені Москвою назви Русі. У всій його творчості Росія називається виключно «Московщиною», а державний і культурний спадок Київської Русі розглядається як такий, що належить лише Україні.
Імперія безпомилково ідентифікувала в особі поета свого надзвичайно сильного ворога. «Шевченко не будив високих почуттів до великої російської держави, — писав цензор ще Російської імперії, — бо був проповідником українофільства і без ненависті не міг говорити про приєднання Малоросії до Росії». Поему Шевченка «Сон» було заборонено російською цензурою тому, що «автор говорить, що засновник Петербурга „засипав болота шляхетними кістками козаків і поставив на їхніх замучених трупах столицю, в якій без ножа пролито багато крові людської; він викроїв собі порфиру із шкіри малоросів і в цьому уборі заснував столицю“». У вірші «Розрита могила» цензорів обурили докори поета Богданові Хмельницькому за приєднання України до Росії і називання «вірнопідданих малоросів відступниками, які допомагають знімати з України останню сорочку і катувати свою Батьківщину». У вірші «Розрита могила» цензори не зрозуміли звернення поета до України: «За що тебе сплюндровано, За що, мамо, гинеш?», та звернення України до Богдана Хмельницького: «Якби була знала, У колисці б задушила, Під серцем приспала». У вірші «Заповіт» російській цензурі не сподобалось, що поет «просить малоросів, щоб вони, передавши його тіло землі, повстали та порвали кайдани та окропили волю вражою злою кров'ю». У вірші «І Архімед, і Галілей» цензори помітили «пророкування Шевченка про сумну долю російської монархії».
Спроби руйнування образу Шевченка, безкінечні наклепницькі книги, статті та вигадки тривали ще з часів Російської імперії. Через архетиповість Шевченка радянський режим так і не ризикнув за період свого існування викреслити його ім'я з історії, як це було зроблено з сотнями інших українських діячів. Для комуністичної партії, і, головне, для самих українців було зрозуміло: якщо на стіні не висітиме портрет Шевченка — ця країна вже не буде сприйматися українцями як своя, з усіма відповідними наслідками. У «Кобзарі» видання 1950 року не було надруковано 18 творів Шевченка, зокрема «Якби ти, Богдане», «Розрита могила», «Великий льох», «Чигрине, Чигрине», «Стоїть в селі Суботові», «Іржавець», «Давидові псалми», «Заступила чорна хмара» тощо.
Світле майбутнє України поет пов'язував з самоуправлінням народу, з громадською, колегіальною формою реалізації влади як засторогою від свавілля правителів. Шевченко дав глибоку й нищівну критику російського законодавства, організації суду та судочинства, першим в Україні показав злочинну суть тодішніх законодавчих актів, висловив рішучий протест проти імператорських законів та юридичного їх трактування як способу пригнічення особистості. Він писав, що ці закони «катами писані», що «правди в суді немає». Його ідеалом була демократична республіка. Політичним ідеалом Шевченка була сила «праведного закону», як він неодноразово наголошував. У творах Шевченка поряд з антикріпосницькими, антиімперськими ідеями присутня думка про самостійність України. У вірші «Чи ми ще зійдемося знову…», написаному в засланні, він закликав своїх співвітчизників: «Свою Україну любіть, Любіть її… Во время люте, В останню тяжкую минуту За неї Господа моліть». У творчості Шевченка, в його політичних поглядах поєднувались ідеї революційності, демократизму й самостійності України.
| |  |  |
| Пам'ятна монета НБУ у 5 гривень, присвячена 175-річчю створення Кирило-Мефодіївського товариства (2020) |  |  |

### Кирило-Мефодіївське товариство
У квітні 1846 року Шевченко приєднався до Кирило-Мефодіївського товариства. Серед цілей товариства — було національне і соціальне визволення України, ліквідація російського царату, скасування кріпацтва, станових привілеїв, проголошення свободи совісті, утворення спілки слов'янських народів під моральним лідерством України. В «Книзі буття українського народу» з програмою товариства була викладена історія розвитку України, яка через складні історичні обставини втратила державність і потрапила в неволю до інших народів. У ній стверджувалося, що деспоти, пани, кріпаки — неприродне явище для волелюбних українців, нав'язане ззовні. Історик Дмитро Багалій вказував «що поет, вступивши до таємного товариства, став чи не найактивнішим його діячем, поширюючи своїми творами революційні ідеї серед народу». Шевченко справляв на товариство великий вплив своїми переконаннями. Український вчений Михайло Драгоманов говорив, що «Шевченко стояв попереду вивчених приятелів, київських слов'янофілів, і гарячою громадською думкою, й таким же українством».

### Ставлення до слов'янофільства
У 1858 році, перебуваючи в Москві, Шевченко познайомився з одним із «стовпів» слов'янофільства — поетом Олексієм Хомяковим, який, за виразом письменника Івана Аксакова, у власних творах висловив «ціле слов'янське віросповідання». Шевченко, не поділяв поглядів слов'янофілів, але його зацікавило в їх працях те, що вони, попри свою реакційність, були «своєрідною опозицією», яка йшла проти «петербурзького періоду російської історії». Його певною мірою «підкупали ті переслідування, яких зазнавали на собі слов'янофіли за свої виступи». Опозиційні декларації Хомякова, висловлені у вірші «Росія, що кається» (рос. «Кающаяся Россия»), імпонували Шевченку, і він 4 вересня 1857 року записав вірш до свого щоденника.

## Культурні погляди
Шевченкове послання «І мертвим, і живим…» може служити дороговказом на шляху культурного відродження українського народу. Ліричний герой послання звинувачує у байдужості до розвитку освіти і національної свідомості. Закликає співвітчизників зупинитись, замислитись і дбати про свою освіту та культуру.
В українській новій літературі Шевченко був першим, хто закликав українців не цуратися самих себе, не виступати у ролі провінціалів чи «малоросів», доводив, що самоствердження України має історичні та соціальні виміри. Створивши українську літературну мову, українську літературу як чинник національної самосвідомості, могутню зброю у розвитку культури українського народу, освічуючи його у дусі вільнодумства, гуманізму та патріотизму, Шевченко спростував «великодержавне» твердження про те, що українська мова загалом не існує, так і погляди зросійщеного «освіченого» панівного класу та його прибічників на українську мову як на мужицьке «нарєчіє». Збагативши рідну мову, розглядав її як культурне надбання, найбільшу духовну цінність народу, виступав проти її засмічування, за подолання примітивізму та лихослів'я, закликаючи «навчатися чужого і не цуратися свого».

## Етичні погляди

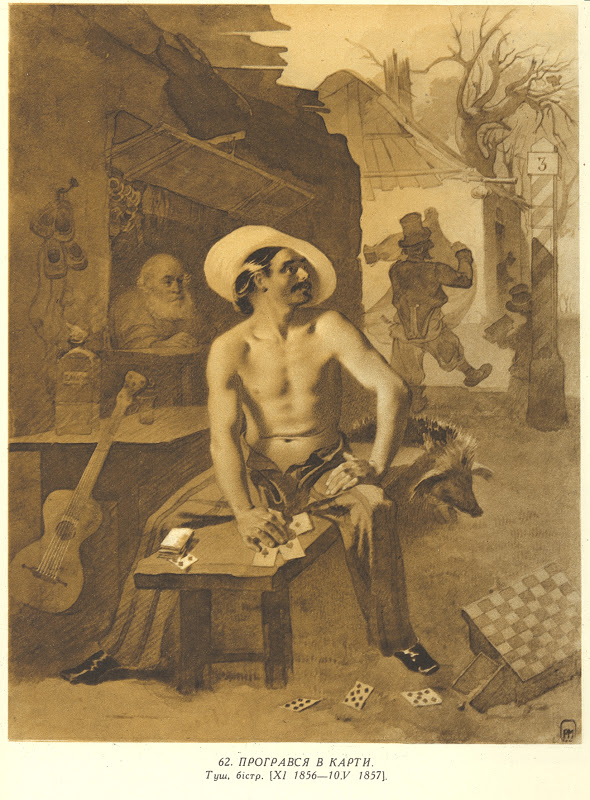
«Програвся в карти» (Шевченко, 1856—57)

Етичні погляди Шевченка характеризується концептуалізацією морального ідеалу. Основні його домінанти — братолюбіє, правда, воля. Прискіпливо досліджувалося Шевченком у його спадщині явище зради. Причому наголошувалося саме на моральному аспекті зради, яка призводить до руйнації всього етичного укладу спільноти. Як сутнісна моральна загальнолюдська опозиція тема добра і зла присутня у всіх творах Шевченка, вона ширша за тему гріха, покари і спокутування, розгортається, трансформується, втілюючись у ті чи ті образи, відкриває інші, пов'язані з нею і взаємообумовлені проблеми: справедливості Бога (теодицеї), людської свободи, справедливості і милосердя, помсти, можливості зла заради добра. Стосунки між людьми та Абсолютом кваліфікуються поетом як реальний двосторонній зв'язок особистостей з особистістю, Ми з Ти, в якому Бог — це абсолютне і трансцендентне Ти, відношення до інших людей — це есенційне відношення Я до Ти, оскільки для поета у відношенні до людини виявляється істинне відношення до Бога. Як вислід власного етичного досвіду найсуттєвішим моментом моральної рефлексії поета стає мотив прощення. Тема свободи — наскрізна для творів митця. Роздуми над долею свого народу, скутого путами соціально-економічної та національно-політичної неволі, ведуть Шевченка до висновку, що це — наслідки іншої, духовної неволі, комплексу раба, лише позбувшись якого людина може стати дійсно вільною. За основоположний для себе поет обирає Євангельський ідеал свободи, яка, на його погляд, у первозданній природі буття, дарованій Богом. Саме свобідна суть людини і є першопричиною зла на землі (коли людина відмовляється від свободи, чинить зло супроти себе, коли зловживає, то свобода перетворюється на сваволю, тоді від зла страждає не лише сама людина, але й інші). Свобода для Шевченка є джерелом існування ідеального взаємозв'язку між людиною і Богом, коли її моральний вибір постає її власним вольовим вибором, а не детермінується страхом перед Господом чи накидається чужою людині нормою. Ступінь свободи особистості у поета визначається мірою її відповідальності. Духовний акт перемоги над внутрішнім рабством в собі призводить до боротьби, до руйнування рабської залежності від соціальної та національної тиранії. Соціальне звільнення стає закономірним розвитком звільнення духовного, яке передбачає подолання пасивності, покірності, всетерпимості. Проблема свободи та відповідальності людини нерозривно пов'язана у поета уявленням про місце і роль Бога в тристоронньому відношенні: зло — свобода — відповідальність.
Ранній етап творчості засвідчує в основному схильність поета до догматичної теодицеї з визначальною ідеєю провіденціалізму, яка базується на викладених у Біблії, але інтерпретованих з точки зору буденного рівня релігійної свідомості ортодоксальнохристиянських принципах — покарання, дисциплінування, випробування, таємниці (неспроможності для людини осягнути Божу волю), сатанинської спокуси. Невідповідність християнських уявлень про буття Бога і світу життєвим реаліям приводить Шевченка на складний шлях богошукання і богоборства, внаслідок чого поет приходить до теодицеї персоналістичної, в якій принцип провіденціалізму трансформується в ідею співтворчого спілкування людської особистості з особистістю Божественною, в ідею самоцінності людської особистості, яка внаслідок невідповідного використання дарованої Богом свободи волі стає чинником зла у світі. Для митця важливо, щоб люди зрозуміли, що принципом, який конституює людину як особистість, є не та чи інша характеристика її природи, а звернена до неї любов Божа, прийнявши та спроектувавши яку назовні, на стосунки з іншими, розкриє людина у собі риси Божої подоби.

## Естетичні погляди
Творча спадщина Шевченка містить багато його естетичних поглядів на найрізноманітніші теми, наприклад, у передмові до нового видання «Кобзаря», яке готувалося в 1847 році, Шевченко трактував те, яким повинен бути народний письменник такими словами: «Щоб знать людей, то треба пожить з ними. А щоб їх списувать, то треба самому стать людиною, а не марнотрателем чорнила і паперу. Отойді і пишіть, і друкуйте, і труд ваш буде трудом чесним». Окрім цього, народним Шевченко вважав такого письменника, в якого «національне постає як загальнолюдське». Звідси його медитації і декларації про «єдність слов'янських земель як частини Всесвіту». У творах поета присутні натяки на те, якою повинна бути художня творчість. Найбільш окресленим розуміння сенсу художньої творчості постає у творах Шевченка періоду Кирило-Мефодіївського братства (наприклад: «І мертвим, і живим…», «Кавказ», «Заповіт», «Великий льох» й інші). У цих творах він окреслив, що художня творчість несумісна з будь-якою брехнею, котрою «багато хто хоче замінити правдиве слово», особливо яскраво це видно у вірші «І мертвим, і живим …», де була «порада» не просто «землякам», а насамперед тим землякам, «які беруть до рук перо і не завжди думають, про що і як писати, яку славу і як прославляти».

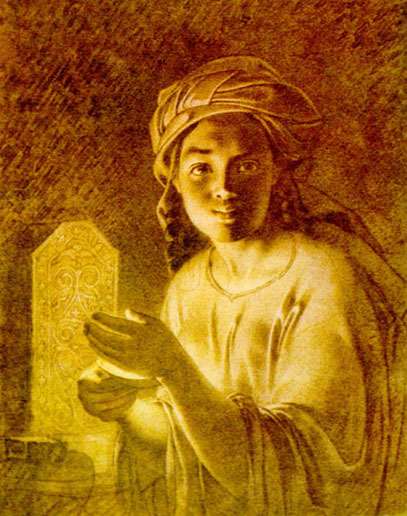
«Казашка Катя» (Шевченко, 1856—57)

Невичерпним джерелом для розуміння естетичних смаків і переконань Шевченка є його «Щоденник», де він, окрім своїх поривань до істини, виявив тяжіння до краси, гармонії. «Яким живлющим і дивним є вплив краси на душу людини», — занотував він 18 листопада 1857 року високо цінуючи красу і в природі, і в мистецтві. Але сухе, схоластичне теоретизування з приводу краси і прекрасного було для Шевченка неприйнятним. Прочитавши книжку Карола Лібельта «Естетика, або наука про прекрасне», він записав: «Для людини, обдарованої… божественним розумом — чуттям, подібна теорія є порожньою балаканиною і навіть більше того — шарлатанством. Якби ці мертвотні вчені-естетики, ці хірурги прекрасного замість теорії писали історію образотворчих мистецтв, то від цього було б значно більше користі. Базарі переживе цілі легіони Лібельтів».
Існують естетичні погляди Шевченка щодо майстерності художника, зокрема у «Щоденнику» він визначив «велику художню силу творінь» Карла Брюллова словами: «Великий Брюллов жодної лінії не дозволяв собі провести без моделі, а йому, як сповненому творчими силами, це могло б бути дозволеним. Але він, як полум'яний поет і сердечний мудрець, огортав свої натхненні і світлі фантазії у форми цнотливої вічної істини. І через те його ідеали, сповнені красою життя, здаються нам такими милими, такими близькими і рідними».
Шевченка захоплювала не «краса заради краси». Красу він сприймав у філософському, глибоко сердечному розумінні. Зокрема, високо цінуючи талант Миколи Гоголя, Шевченко обов'язково наголошував, що це «справжній знавець серця людського і наймудріший філософ. Навіть найбільший поет повинен побожно схилятися перед ним, як людинолюбом». Відчувши, що традиція Гоголя творчо відгукнулася в прозі Михайла Салтикова-Щедріна, Шевченко ще раз засвідчив свою істинну повагу до цього генія і звернувся до письменників із закликом поставити своє слово на захист людини і всього людяного в житті — таким чином поет наголошував, що краса мистецька повинна бути ще й дійовою, войовничою і цілеспрямованою. Щодо критики, Шевченко вважав що вона повинна відповідати на питання, для чого і для кого твориться література.

## Педагогічні і виховальні погляди
Хоча Шевченко ніколи не був вчителем і не писав педагогічних творів, крім «Букваря Южноруського» 1861 року, однак у багатьох його віршах, повістях, у щоденнику і листуванні з близькими є багато цінних думок з питань виховання та освіти молоді багато з яких не втратили актуальності. Він вказував на необхідність виховання у молоді національної свідомості і патріотизму; порушував питання важливості освіти і виховання в житті людини і суспільства; вказував на важливість ролі родини і матері у становленні людини, на значення народних традицій і фольклору (особливо української народної пісні) у формуванні особистості; порушував питання важливості вивчення рідної мови та її ролі у вихованні дитини; розглядав питання народної грамотності і просвіти народних мас. Провідну роль у справі навчання і виховання дітей Шевченко відводив народному вчителеві, який повинен вірою і правдою служити народові, допомагати в міру своїх сил вийти з культурної відсталості.
Окрім «Букваря», який мав велике значення для тодішніх і майбутніх поколінь українців, Шевченко збирався випустити й інші навчальні книжки. В його задумах було створити підручник з арифметики, але передчасна смерть поета зупинила його просвітительську діяльність.

## Психологічні погляди

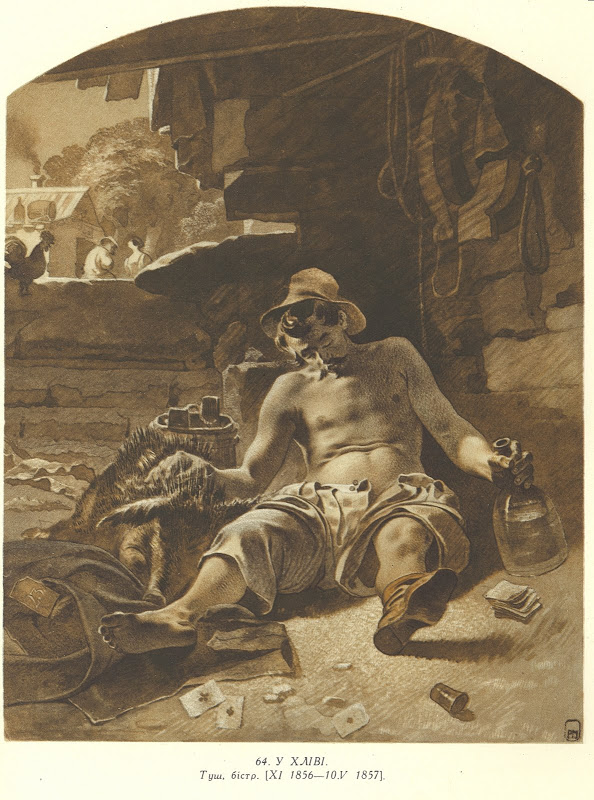
«У хліві» (Шевченко, 1856—57)

Шевченко добре усвідомлював усю складність психічного життя людини, безкрайність і різноманітність його проявів. «Як небо блакитне — нема його краю, Так душі почину і краю немає», — говорить він у пролозі до «Гайдамаків». Шевченко не раз у поетичній формі ставив питання про сутність людського життя, його сенс, труднощі, осягнення життєвого призначення. Підкреслюючи складність та суперечливість психіки людини, поет вказував на нерозгадані таємниці і підкреслював провідну роль знань, думки та розуму в оволодінні власним життям. Наявність думки надає цьому життю належної цілеспрямованості, робить його свідомим, осмисленим. Шевченко ставить питання про зв'язок слова і думки. Для нього слово є носієм думки й ідейного змісту. У цьому знаходить воно і силу впливу на людей, стає здатним «людське серце пробивати», запалювати людей, кликати їх на боротьбу і великі подвиги. Поет постійно підкреслював, що слово є і повинно бути засобом впливу на людей. Водночас Шевченко розумів складність зв'язку між словами і думками, наявність розходжень між ними чи суперечностей, які особливо яскраво виявляються там, де слово у ворожих, хитрих, лукавих вустах стає засобом приховування справжніх думок, знаряддям затьмарення свідомості народу. Він часто порушував проблему зв'язку думок і почуттів, підкреслюючи роль думок у виникненні останніх. Коли засинають думки, то й «серце спить». А змістовий розвиток думок, їх змісту збагачує почуття людини. Це яскраво виявляється в процесі навчання, причому «освіта повинна збагачувати, а не обкрадати серце людське», — пише поет, говорячи про величезний вплив освіти на емоційне життя людини. Ідейні джерела почуттів людини, за Шевченком, найбільш яскраво виявляються у моральних переживаннях. Серед цих почуттів особливо великого значення надає поет любові до свого народу, до своєї Батьківщини. Про це заявляє в одному зі своїх творів російською мовою, підкреслюючи животворну силу любові до Батьківщини.
| Ліві лапки | Жебрак, нещасний серцем той, хто краю рідного не любить! | Праві лапки |

Поет часто повертається до питання про роль цього почуття в житті людини, аналізуючи мотиви дій персонажів і говорячи про джерела цієї сили, яка дала йому змогу витерпіти роки тяжкої неволі і зберегти бадьорість духу. Ідейні й моральні прагнення людей, як зауважує поет, проливають світло на суперечності емоційного життя людини. Це поєднання любові і ненависті, жорстокості і ніжності, щирості і холодності, що яскраво відображено в «Гайдамаках» та в інших творах Шевченка. Народний месник Галайда — одна і та ж людина: і ніжна, і щира, і холодна — і все це прояви єдиної душі, її ставлення до різних фактів дійсності.
З'ясовуючи природу людських почуттів, Шевченко виходив із визнання їх суспільної обумовленості. У почуттях, як і в словах та думках, виявляється зв'язок особистості з іншими людьми.
Переживаючи, наприклад, почуття радості, людина шукає, з ким би ним поділитися. Особливо відчувається потреба в цьому у години горя і страждань. «Як би людина не страждала, — пише Шевченко у повісті „Художник“, — які б випробування не терпіла але якщо вона почує одне привітне слово, слово щирого співчуття від далекого вірного друга, вона забуває гнітючість від горя, хоча і ненадовго, хоч би на годину; на хвилину. Вона абсолютно щаслива. А хвилина повного щастя, кажуть, заміняє безкінечні роки найтяжчих випробувань». Разом із тим, поет зазначав, що бувають такі емоційні стани, коли найщиріші співчуття не тільки не полегшують переживань особистості, а навпаки, ще більше загострюють їх. Описуючи один з таких станів у повісті «Капітанша», він розв'язує актуальну психологічну проблему: «А якби справді запитати у психологів, — пише він, — як діє на душу найщиріша участь в найтяжчому критичному стані, в якому перебувала тепер душа мого бідного Тумана. Я про себе скажу: в півбіді на мене мала вплив навіть не щира, а так собі, дружня участь. А в час найбільшого горя, коли душа наша ховається в найтемніший куточок, куди і власна думка наша не сміє дійти, о, тоді всяка, найніжніша, найщиріша участь стає найгіркішою отрутою». Говорячи про вплив почуттів на діяльність людини, Шевченко висловлює ряд думок. Зокрема, дуже важливими є його міркування про надію та її роль у психічному, моральному житті. В одному з листів до Броніслава Залеського (запис від 6 червня 1854 року) він пише: «Найгіркіша отрута нашого морального буття — це безнадія». Найгіршим для людини є, на думку поета, такий стан, коли «Холодним вітром од надії/ Уже повіяло»; коли надія дурить, висміює людину, «Морозом очі окує/ А думи гордії розвіє/ Як ту сніжину по степу». У таких випадках особливо важливо, щоб людина вміла знайти в собі силу перебороти почуття безнадійності. А знайде їх вона швидше тоді, коли буде велика її моральна сила й віра у правоту і неминучу перемогу тієї справи, якою вона живе і за яку бореться.

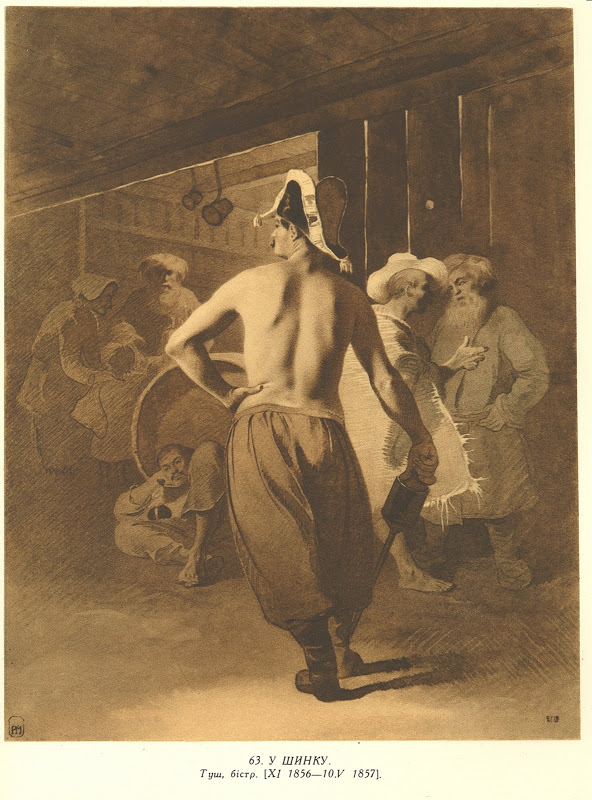
«У шинку» (Шевченко, 1856—57)

Шевченко підкреслював значення естетичних почуттів у житті людини. Він вказував на величезну роль любові до краси у його особистому житті, в найстрашніші роки неволі. Любов до краси, як і палка любов до Батьківщини, допомогла йому зберегти самого себе, свою душу й власну людську гідність. І це не тільки автобіографічний момент поета, але й його вказівка на велику роль естетичних почуттів, породжених ідейним змістом, у формуванні морального обличчя людини. Розуміння поетом психічного життя не споглядальне, а дієве. Найгіршим, на його думку; є такий стан, коли людина, маючи можливість діяти, не використовує цієї можливості, коли вона не живе, а животіє, «спить на волі». Немає нічого гіршого, як «спати ходячому». Шевченко виступає за дієві почуття і прагнення. Для нього «жити серцем» — це не елегії творити там, де «люди плачуть живучи», а діяти, боротися за праве діло, за щастя народу. Пафосом боротьби за волю пройнята уся творча діяльність поета. «Борітеся — поборете» — це гасло Шевченка, що проходить через усі твори і знайшло свій вияв у його психологічних поглядах, зокрема на вольові якості і риси характеру людини.
Багато уваги поет відводить індивідуальним особливостям людської психіки, що виявляються у спрямованості й характері. Зокрема, він говорить проте, що є люди в моральному відношенні щирі, сердечні, і є люди черстві, байдужі, непевні і невиразні. Про останніх поет пише: «А є й такі дуже нещасні люди, з якими з семи печей хліба з'їси, а все таки не дізнаєшся, що то за людина
чи амфібія». Шевченко часто ставив питання про причини індивідуальних відмінностей, і навіть спеціально трактував їх у повісті «Близнюки», підкреслюючи важливу роль виховання у формуванні психіки людини. Погляди Шевченка на людську психіку є глибоко оптимістичними, пройнятими непохитною вірою в майбутнє щастя людей та переконанням, що люди не народжуються злими, а стають такими під впливом життєвих умов. Доля, на яку нарікають дійові особи у творах Шевченка, це наслідок жорстокої дійсності, яка поневолює людину і часто калічить її життя. Скаржачись на долю, поет разом із тим, закликає людей кувати своє щастя у праці та боротьбі.

## Філософські погляди

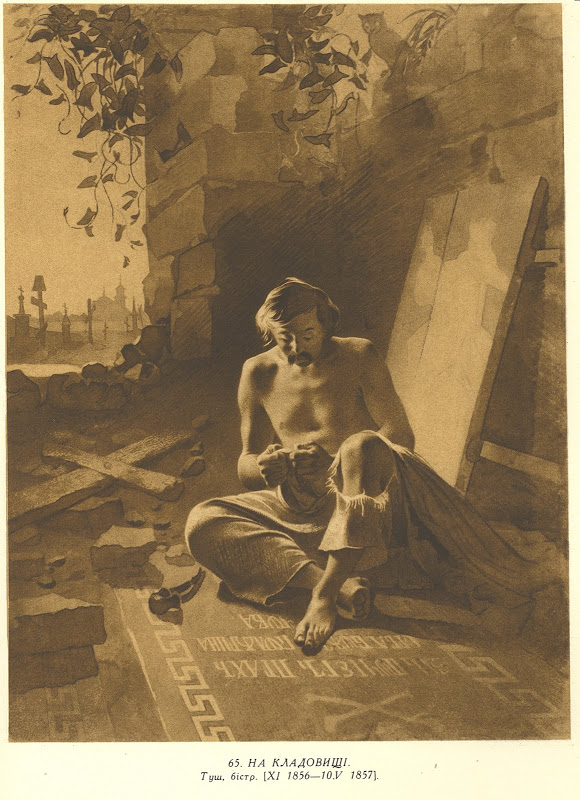
«На кладовищі» (Шевченко, 1856—57)

Філософські погляди Шевченка торкаються проблем таких моральних категорій, як життя та смерть, віра, надія, любов, сумління тощо. Ці ж проблеми утворюють й ідейний зміст поезії й художньої творчості Шевченка зокрема. Філософське світосприйняття поета належить до того ряду, що в українській духовній традиції відноситься до «філософії трагедії». Тут мовиться про філософію як вираз душі страждальця, вираз усвідомлення ним трагедії як власної долі. При цьому йдеться не лише про трагічні обставини особистого життя Шевченка, але й прийняття ним на себе трагедії буття рідного народу, України, що утворює світ, який визначає обрії реального існування поета. Світ України для Шевченка утворюють два головні компоненти — це світ українського села і світ козаччини. Співвідношення між ними не однакове. За частотою поетичних звернень світ села явно перевищує другу головну цінність — світ козацтва. Це зумовлено й не однаковим значенням, яке надається цим двом найважливішим складникам світу України. Якщо світ козацтва уособлює українське минуле, то світ села у поета — позачасовий, як світ органічно пов'язаної з ним природи з її вічним рослинним циклічним життям. Світ села — це передусім світ сакрального ідеалу, що відтворює модель України як ідеальної цілісності:
| Ліві лапки | Село! і серце одпочине. Село на нашій Україні — Неначе писанка село, Зеленим гаєм поросло. Цвітуть сади; біліють хати, А на горі стоять палати, Неначе диво, А кругом Широколистії тополі, А там І ліс, і ліс, і поле, І сині гори за Дніпром. Сам Бог витає над селом. | Праві лапки |

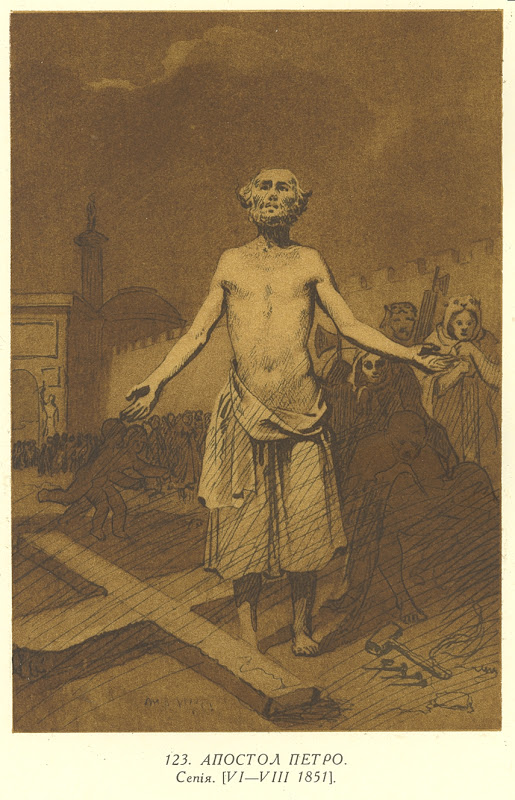
«Апостол Петро» (Шевченко, 1851)

Це іконичне зображення для Шевченка є узагальненим образом ідеального світу людини в цілому. Не випадково ознаки його він переносить й за просторові межі рідної України. У пізньому вірші «Саул» 1860 року, звертаючись до подій, що відбуваються в інших просторово-географічних вимірах, Шевченко будує картину за звичним йому каноном ідеального бачення світу українського села:
| Ліві лапки | В непробудивому Китаї, В Єгипті темному, у нас, І понад Індом І Євфратом Свої ягнята і телята На полі вольнім вольно пас Чабан, було, в своєму раї, І гадки-гадоньки не мас, Пасе, і доїть, і стриже, Свого худобу та співає | Праві лапки |

Але до ідилічної картини світ села Шевченко не зводить. У тому ж вірші «Саул» розповідається про народження суспільної структури, яка несе зло в світ. А перед ним цитовані рядки — з поеми «Княжна», в якій йдеться про потворні сімейні відносини. Ідилічна картина в цій поемі започатковує оповідь про інцест і зґвалтування. Світ села, світ України у поета — це світ, в своїй основі дисгармонійний, конфліктний. Україна сприймається Шевченком як край, сповнений суперечностей, що зумовлюють неможливість існування людини в сучасному поетові стані, де «латану свитину з каліки знімають, з шкурою знімають, бо нічим княжат недорослих», де «кайданами міняються, правдою торгують і господа зневажають».
Таким же конфліктним, дисгармонійним уявляється Шевченкові і минуле України, яке уособлює світ козацтва. Гетьманщина — чільний період козацтва — постійно зображується поетом як форма ідеального існування. У вірші «Сон» («Гори мої високії…») старий дідусь говорить про неї як про «Божий рай». Чигирин — стара козацька столиця — це «святе» і «славне» місто. Але якби цим обмежувався погляд поета на минуле України, то він мало чим різнився б від досить поширеного в тогочасній національній свідомості міфу про «золотий вік» козацького минулого, що всіляко героїзувався як безповоротно втрачена антитеза негативній сучасній дійсності. Погляд такий суттю своєю неісторичний, адже він протиставляє минуле й сучасне, позбавляє можливості спостерігати шлях власне історичного розвитку.
На цьому духовному тлі Шевченко виступив з принципової позиції, що утверджувала деміфологізацію історії. У «Посланні» («І мертвим, і живим, і ненародженим…») він сприймає Україну з її письмом могил, якими всіяна земля її, книгою історії, яку треба «прочитати», «не дурячи самих себе». Для Шевченка в українській історії нема і не могло бути «золотого віку», оскільки історія є неперервною. Минуле не протистоїть сучасному, є «тепер і тут» у вигляді своїх фатальних наслідків. Якщо трагічним є сучасне, то не менш трагічне і минуле України. «Я ридаю, як згадаю діла незабутні дідів наших. Тяжкі діла». Гострий біль за минуле рідного краю переповнює поезію Шевченка. «Мій краю прекрасний, розкішний, багатий! Хто тебе не мучив? Якби розказати про якого-небудь одного магната історію-правду, то перелякати саме б пекло можна». Відчуття прокляття, злої долі, що нависла над Україною, — одна з провідних тем творчості Шевченка. Вона, з одного боку, є результатом дії зовнішніх ворогів, а з іншого — фальшивих і злих синів власної країни. У щойно згаданому творі поет доходить гіркого висновку, що коріння зла лежить всередині — воно у втраті національної пам'яті й національної гідності. Він висміює самовдоволені гімни українському минулому:
| Ліві лапки | А історія!... поема Вольного народа!, Що ті римляни убогі!. Чортзна-що — не Брути!, У нас Брути! І Коклеси! Славні, незабуті! | Праві лапки |

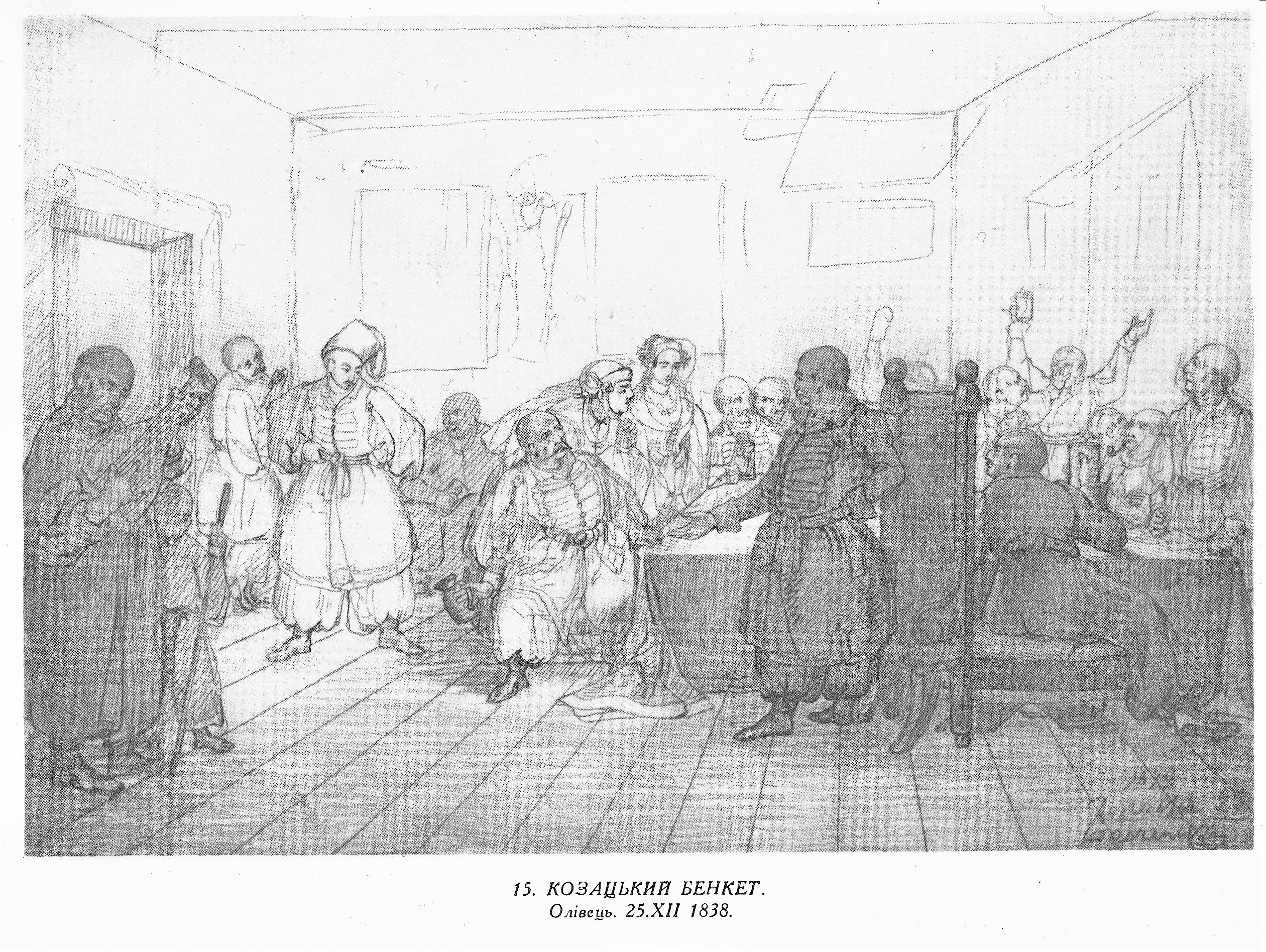
«Козацький бенкет» (Шевченко, 1838)

Цій фальшивій позиції поет протиставляє гірку реальність минулого й сучасного України:
| Ліві лапки | .....ось що Ваші славні Брути: Раби, подножки, грязь Москви, Варшавське сміття — ваші пани, Ясновельможнії гетьмани. Чого ж ви чванитеся, ви! Сини сердешної України! Що добре ходите в ярмі, Ще лучче, як батьки ходили | Праві лапки |

Таким чином, і в минулому, і в сучасному України поет не бачив «золотого віку» й вказував, що її історія має глибоку дисгармонію, конфлікт, що тяжіє як прокляття над її долею. Але образ «золотого віку», ідеального світу не зникає остаточно з поля зору історіософського бачення поета. Він переноситься в жадане майбутнє, з яким пов'язано центральний предмет Шевченкової поезії, ідея переображення, так традиційна для української духовної традиції, перетворення України переноситься у майбутнє.
Світ ідеальної спільності, зародки якого існують і в минулому, й у сучасному України, вбачається Шевченкові абсолютно пануючим у майбутньому її. Це — світ, звільнений від сил зла, що визначили конфлікт з ідеальним началом у дотеперішній історії. Головні ознаки його — звільнення від закріпачення людини людиною, від національної і політичної залежності. У своїх творах Шевченко малював образ ідеального суспільства як стан, де пануватиме братерське ставлення вільної людини до людини. Для поета нормою ідеального існування були принципи, щоб «укупі жити, з братом добрим добро певне познати, не ділити». На противагу суспільству, де люди розділені з огляду на суспільний статус, багатства, ранги, привілеї, де панує фальшива наука і фальшива філософія, що обґрунтовує цей ненормальний стан речей, він кличе: «Розкуйтеся, братайтеся!». Цим завершується його остання настанова «і мертвим, і живим, і ненародженим»:
| Ліві лапки | Обніміте ж, брати мої, Найменшого брата, — Нехай мати усміхнеться, Заплакана мати. Благословить дітей своїх Твердими руками І діточок поцілує Вольними устами | Праві лапки |

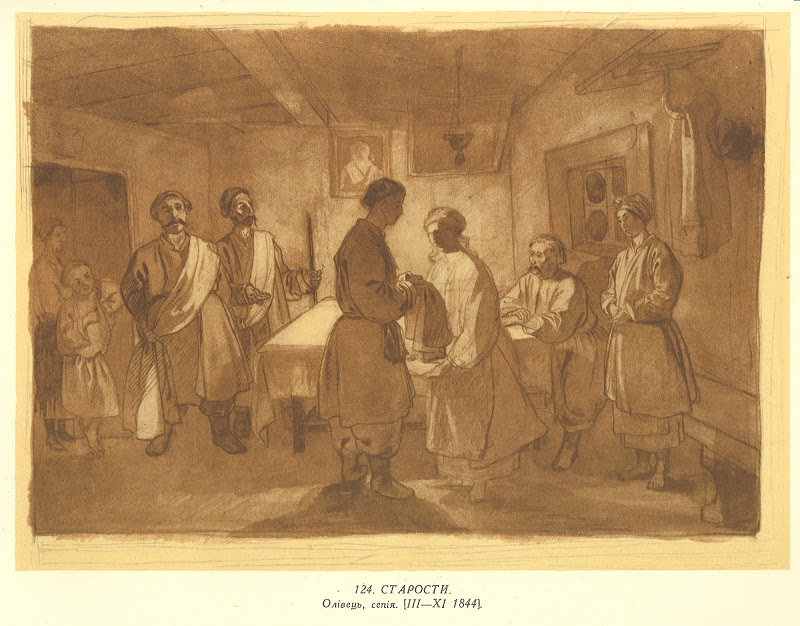
«Старости» (Шевченко, 1844)

Єдність і відсутність диференціації в ідеальній спільноті втілюється поетом в образі нації як одного дому, «рідної хати». Шевченко наголошує, що ідеальна спільність виростає зсередини, вона не може ствердитися шляхом запозичень «з чужого поля»:
| Ліві лапки | У чужому краю Не шукайте, не питайте Того, що немає І на небі, а не тілько На чужому полі. В своїй хаті своя Й правда, І сила, і воля | Праві лапки |

На думку Шевченка, лише шляхом внутрішнього преображення, яке дасть простір для розквіту ідеальних сил, закладених у глибинах українського світу, можливе досягнення жаданого майбуття. Відмова ж від цього, намагання зберегти неправедний світ загрожує силам, що прагнуть цього, неминучою карою. Ідеальний омріяний стан поета, що визріває в «серці України», — це грізна суспільна сила, здатна привести до кривавої розправи. Передчуттям цієї розправи сповнено кілька поезій Шевченка, починаючи від «Гайдамаків», «Заповіту» й аж до написаного 1860 року «Світе ясний! Світе тихий!», що завершується картиною нищення існуючого ладу.
| Ліві лапки | ...Будем, брате, З багряниць онучі драти! | Праві лапки |

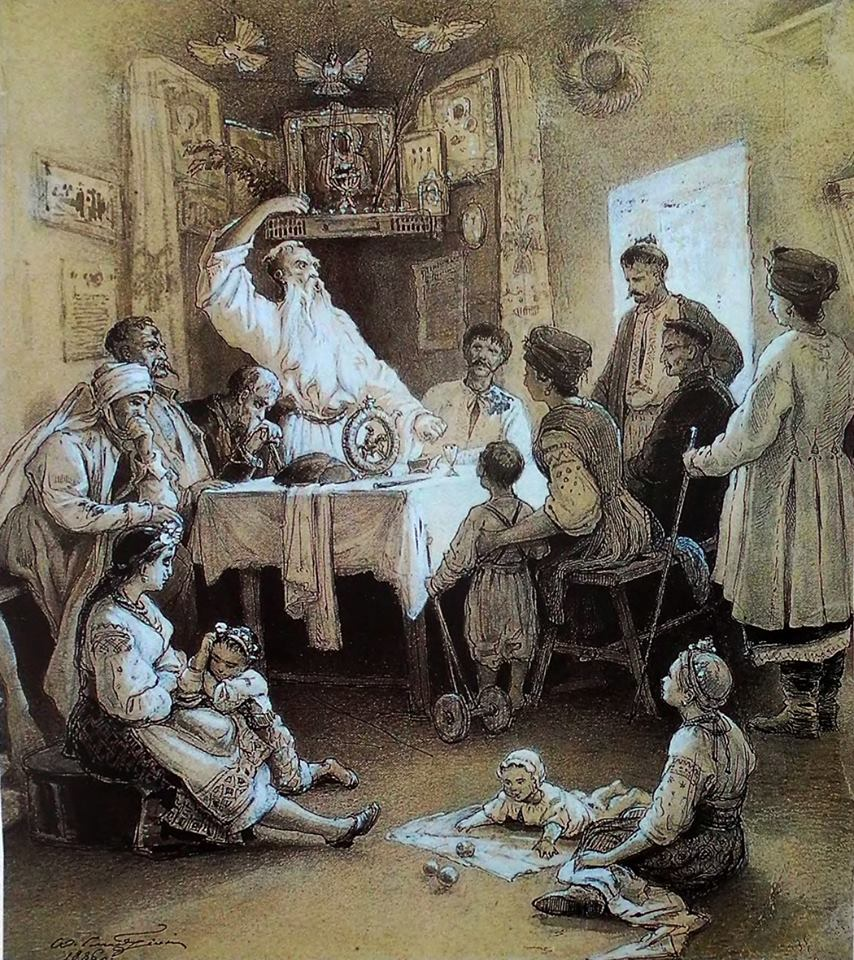
Ілюстрація О. Сластіона до поеми Шевченка «Гайдамаки».

В «Осії. Глава XIV» 1859 року від імені біблійного пророка, за яким стоїть «мати — Україна» й навіть сам Бог, поет попереджує:
| Ліві лапки | ... не втечете І не сховаєтесь, всюди Вас найде правда-мета, а люде Підстережуть вас на тоте ж. Уловлять і судить не будуть, В кайдани того окують, В село на зрище приведуть І на хресті отім без ката І без царя вас, біснуватих, Розпнуть, розірвуть, рознесуть, І вашей кровію, собаки, Собак напоять | Праві лапки |

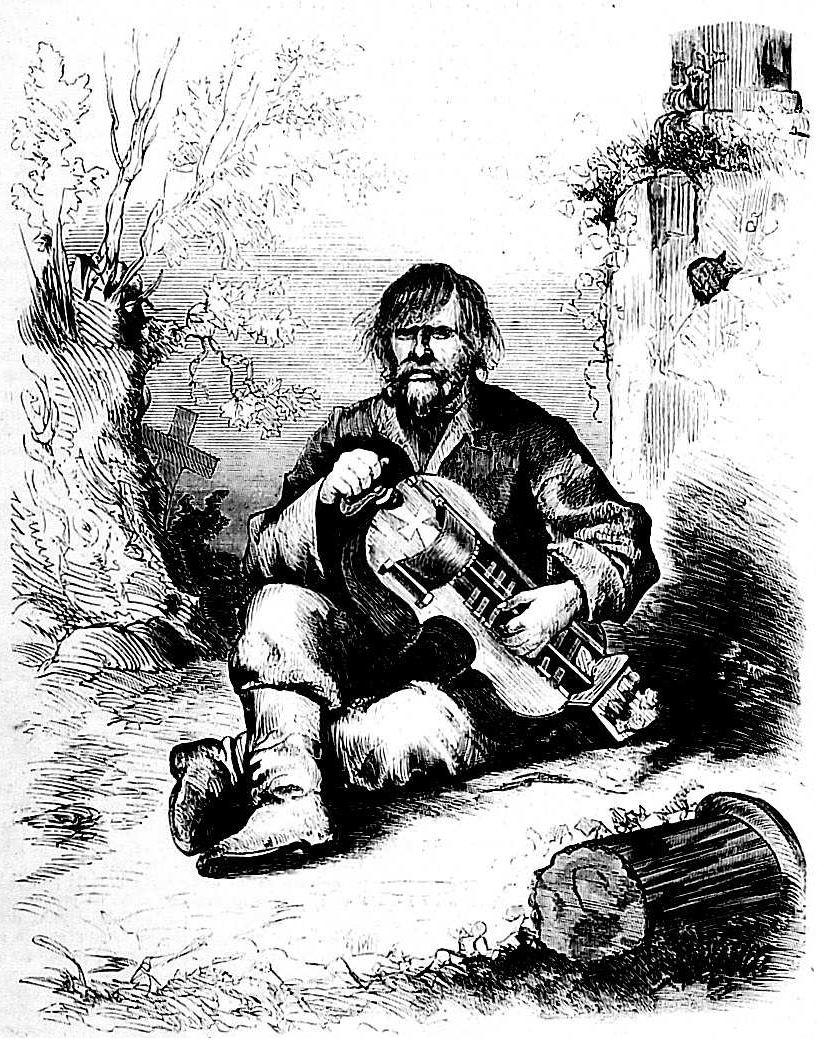
Лірник-перебендя

Але у цих й подібним їм місцям з поетичного доробку Шевченка, він вбачав у революції шлях до перебудови суспільства згідно з омріяним ідеалом. Образ кривавої розправи для Шевченка не несе обов'язкового для подібного поняття революції конструктивного начала. Цей образ сприймається як страшна кара, свята помста, що чекає на тих, хто стає наперекір неминучому приходові світлого майбуття. Змальовуючи криваві часи гайдамаччини, поет сприймає її не як народне свято, а антисвято. Починаючи рядком «Кругом пекло! Гайдамаки по пеклу гуляють!», а потім продовжуючи словами «Слава Богу, що минуло» — поет не прагнув до кровопролиття. Справжнє звільнення ж, настання ідеального стану мислиться Шевченком як свята справа, що реалізується людьми у процесі преображення, здійснюваного з волі Божої. Не закликом, а пересторогою лунають його слова:
| Ліві лапки | Схаменіться! Будьте люди, Бо лихо вам буде. Розкуються незабаром Заковані люде, Настане суд, заговорять І Дніпро, і гори! І потече сторіками Кров у синє море Дітей ваших... | Праві лапки |

Шевченко щиро вірить у «силу і дух живий», в те, «що ріки крові перестануть текти, коли всі помоляться одному Богові». Разом з тим образ Бога в поезії Шевченка зберігає сліди напівязичницького ставлення, характерного для селянства його часів. Це не всевладний Господар, відносно якого всі люди — раби Господні. У Шевченка: «Якщо Бог є, то люди повинні бути рівні з ним як вільні істоти», «Не обдурить Бог, карати і милувати не буде: ми не раби його — ми люде!». У вірші Шевченка «Перебендя», його однойменний персонаж як рівний з рівним спілкується з Богом, «серце його по волі з Богом розмовля!».

## Історичні погляди

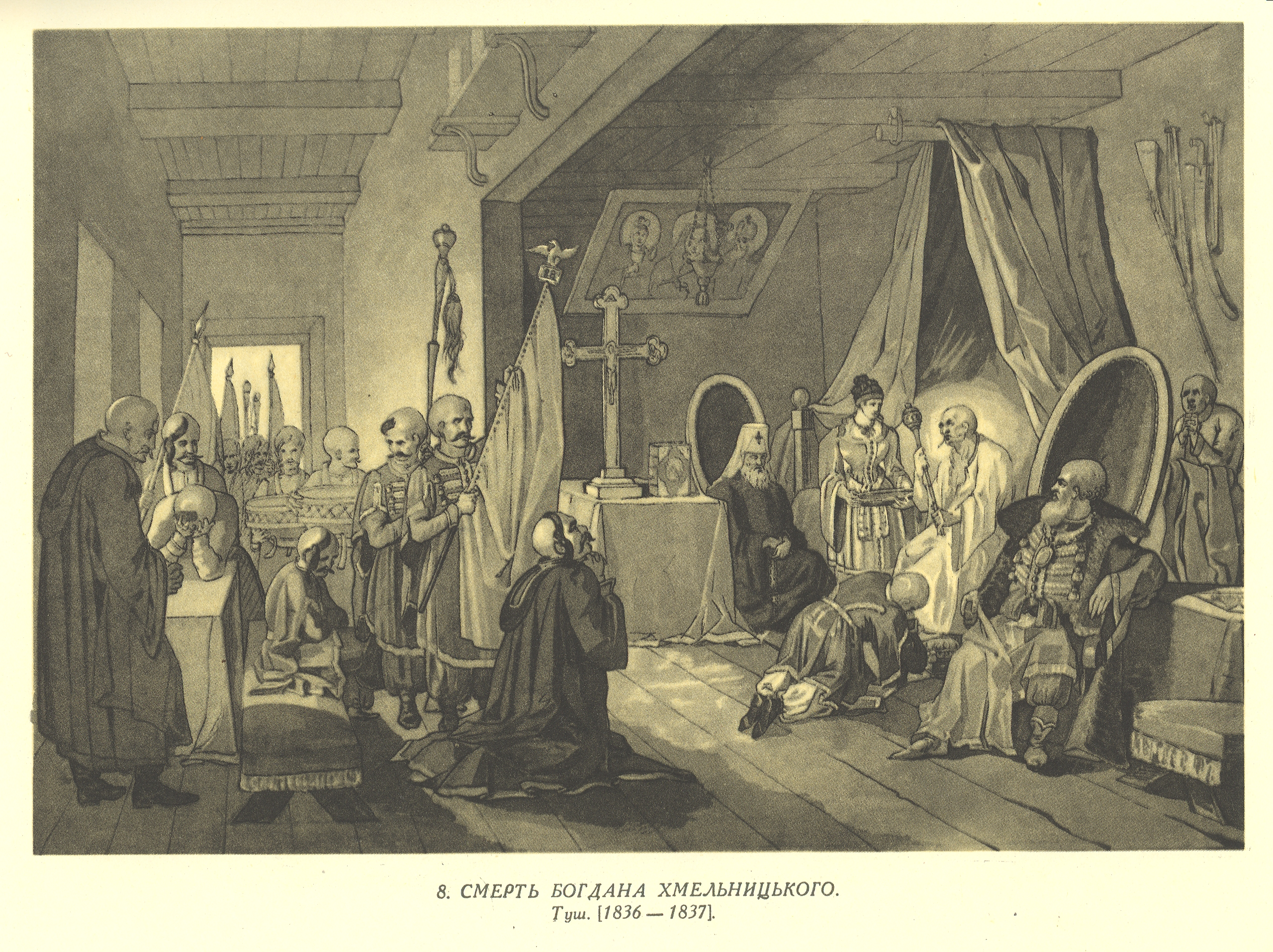
Шевченко, «Смерть Богдана Хмельницького» (1836-37)

Важливою складовою спадщини Шевченка є його історичні погляди. Вони широко репрезентовані в усіх аспектах його творчості: літературній, епістолярній і малярській. Сама його творчість — це відбиття глибокого історичного світогляду, в основі якого історична пам'ять, освіта та власний життєвий досвід. Хоча Шевченко не був професійним істориком і на формування його історичних поглядів впливало кілька чинників. Як поет, він використовував для виразу своїх думок і переконань зовсім інші засоби, ніж фаховий історик. У своїх творах, наприклад, він часто вдавався до притчі, образотворчої метафори, символіки, іносказання. Окрім цього, на історичні погляди Шевченка вплинула і його суспільна діяльність, громадянська позиція. Будучи палким прихильником незалежності України, Шевченко відповідно й оцінював події, що стосувалися її історії. Його історична концепція формувалася в умовах і під впливом світового визвольного руху, але, головним чином, із досвіду соціальної і національно-визвольної боротьби українського народу.
Ідейним ґрунтом формування історичного світогляду Шевченка була усна народна творчість і волелюбні традиції українського народу. Особисті переживання і спостереження сучасної поетові історичної дійсності та засвоєння усних народних переказів про історичні події минулого мали важливе значення для формування цих поглядів. Окрім цього, важливе значення у становленні історичних поглядів Шевченка мали соціокультурні імпульси й інтелектуальні новації другої половини ХІХ століття, зокрема Відродження слов'янських народів. Саме вони спричинили початок нового етапу українського Відродження, пов'язаного з Кирило-Мефодіївським братством, активним учасником якого він був.
Але головне у творчості Шевченка — це вірне і величне зображення історичних епох, відбиття їх головного змісту та сутності. Його твори містять цілісну концепцію історії України. В основі цієї концепції — ідея незалежності України, української державності, вирішальна роль народу в історії, феномен українського козацтва:
| Ліві лапки | Було колись — в Україні Ревіли гармати; Було колись — запорожці Вміли панувати. Панували, добували І славу, і волю | Праві лапки |

Разом із тим, Шевченко не ігнорував і надавав великого значення ролі історичної особи в історії. У своїх творах він відтворював не лише реальний і цільний образ доби, але й розкривав діяльність окремих поколінь та державно-політичних діячів України. Шевченко високо цінує тих гетьманів і козацьких отаманів, які боронили волю й самостійність України від
Москви: Костя Гордієнка, Петра Дорошенка, Петра Калнишевського, Семена Палія, Павла Полуботка. Таким чином Шевченко зробив внесок в історичну біографістику.
Найтрагічнішими моментами в історії України поет вважав події, згадані ним у містерії «Великий льох» (1845): Переяславську угоду, Полтавську битву та зруйнування Запорозької Січі.
Шевченко-історик чітко виявляє концептуальне бачення минулого України й у поезії «Чигрине, Чигрине…». Аналізуючи добу Козаччини, поет запитує:
| Ліві лапки | За що ж боролись ми з ляхами? За що ж ми різались з ордами? За що скородили списами Московські ребра? | Праві лапки |

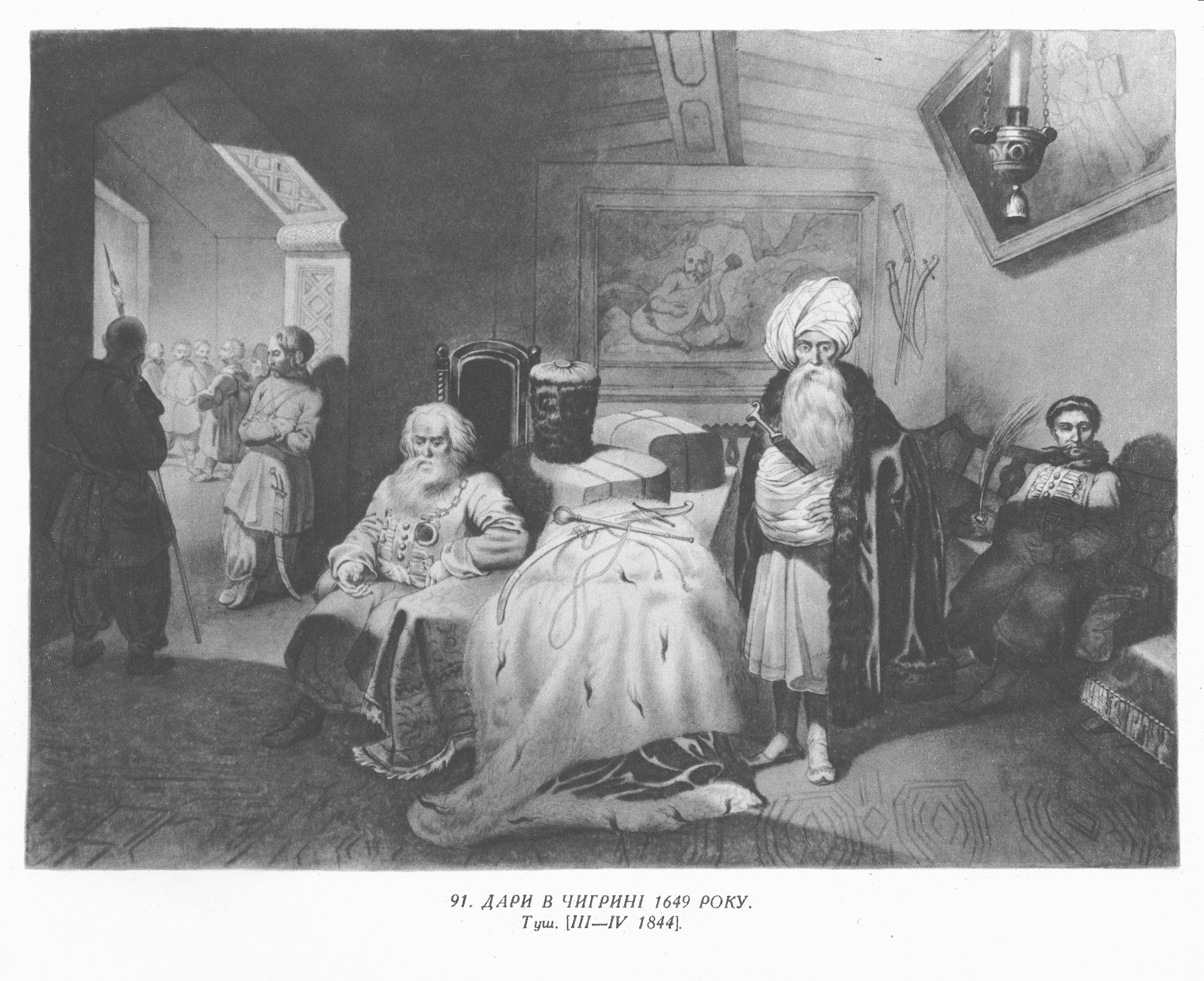
Шевченко, «Дари в Чигрині 1649 року» (альбом «Живописна Україна», 1844)

У цьому вірші чітко показано три етапи боротьби із зовнішньополітичними ворогами України: татарською загрозою, польською та російською.
Йдучи в руслі найпередовіших тенденцій тогочасної історичної науки, Шевченко побачив у минулому України не лише суму певних подій й не хронологію, а важливі уроки для майбутнього. У його творах мова йшла про єдність правлячої еліти (козацької старшини), її зв'язок із народом, щирість прагнення служити Україні, ставлення до держав-сусідів. Твори Шевченка про визвольну боротьбу українського народу проти польської шляхти й турецько-татарських загарбників («Тарасова ніч», «Іван Підкова», «Гамалія», «Гайдамаки» тощо), хоч і позначені певним романтичним трактуванням козацтва та Запорозької Січі й у деяких деталях відступають від історичної дійсності, але в основі своїй вірогідні щодо змісту.
Історична тематика пронизує творчість Шевченка не лише як поета, але і як художника. Зокрема, у його серії офортів «Живописна Україна» 1844 року вперше в українській станковій графіці він поставив за мету показати картини сучасного життя народу у зв'язку з його історичним минулим. Для розуміння історичних поглядів Великого Кобзаря Найпоказовішим для розуміння історичних поглядів Шевченка — є твір «Дари в Чигрині 1649 року». На картині зображені посли трьох держав: Московського царства, Туреччини й Річі Посполитої з подарунками у передпокоях замку Богдана Хмельницького. На малюнку посли трьох сильних тоді держав чекають прийому під дверима резиденції гетьмана України. Досить символічним є й зображення дарунку турецького султана — горностаєвої мантії, що була, як відомо, ознакою королівської гідності її власника. Таким чином, Шевченко підкреслює суверенітет Гетьманщини-України й незалежний статус її володаря — Хмельницького.
Поет був переконаний у перемозі історичної справедливості в світі, вірив у те, що:
| Ліві лапки | …Встане Україна. І розвіє тьму неволі, Світ правди засвітить, І помоляться на волі Невольничі діти! | Праві лапки |

Історичні погляди Шевченка позитивно вплинули на розвиток української історіографії, сприяли утвердженню в ній прогресивних тенденцій, в яких міститься достатньо рельєфно виражена цілісна концепція історії України.

## Ставлення до інших народів
При цілковитому запереченні поневолення України Шевченко не був шовіністом. У нього було чимало друзів й серед росіян, й серед поляків, яким він присвячував свої вірші. Співчуття до представників цих націй Шевченко неодноразово висловлював у своїх творах.

### Ставлення до євреїв
У листопаді 1858 Тарас Шевченко підписав публічного колективного листа українських літераторів (спільно з Марко Вовчок, Миколою Костомаровим, Пантелеймоном Кулішем, Матвієм Номисом) з засудженням антисемітської публікації в петербурзькому журналі «Ілюстрація». На думку шевченкознавця Олександра Бороня, попри наявність у Шевченка певних побутових упереджень, характерних для його часу, він дотримувався дуже прогресивних поглядів щодо прав євреїв, що було обумовлено його величезним людинолюбством, рідкісним у світовому письменстві.